# 庁南茂原間人車軌道

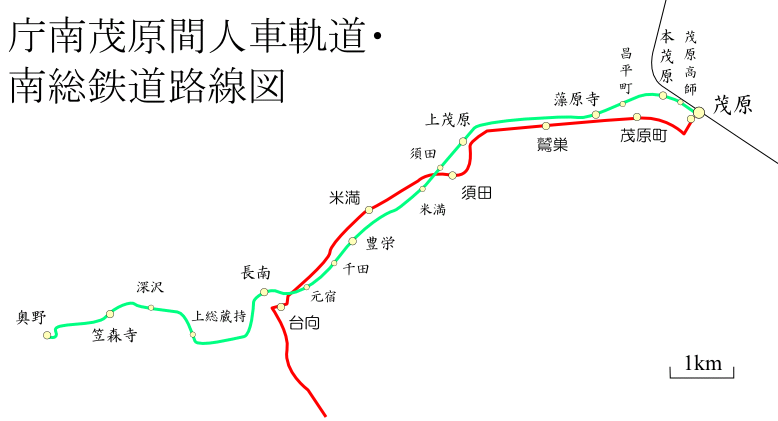
茂原-長南近辺の概略図。赤線が庁南茂原間人車軌道、黒線が外房線、緑線は後の南総鉄道である。

庁南茂原間人車軌道（ちょうなんもばらかんじんしゃきどう）は、千葉県長生郡茂原町（現・茂原市）・庁南町（現・長南町）に、1909年（明治42年）から1926年（大正15年）まで存在した人車軌道である。千葉県によって敷設され、庁南町で生産される叺筵や米などの輸送を中心に、旅客の輸送も行なっていた。
なお、名称が一定しておらず、茂原庁南間軌道、茂原・長南間人車軌道、千葉県営軌道庁南線などといった名称で呼ばれることもある。本項目での記事名は『千葉県統計資料 大正11年』『同 大正12年』などに拠った。また、後述するように千葉県は敷設こそしたが運行・経営には関わっておらず、実務は庁南茂原間人車軌道運輸車両組合が行なっていた。同組合についても本項目で記述する。

## 概要

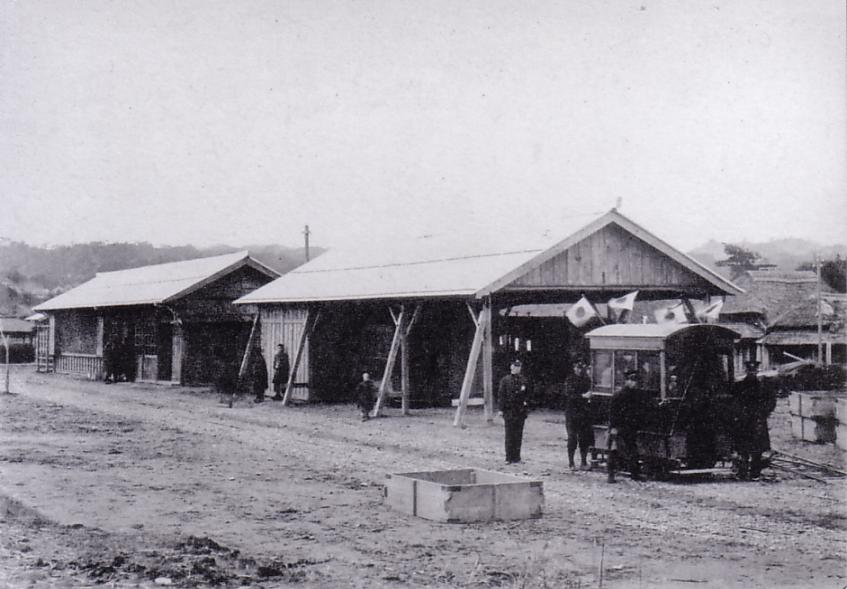
庁南茂原間人車軌道開通日の様子

1908年（明治41年）に千葉県知事に就任した有吉忠一は、県内の交通量が増加しているにもかかわらず道路改修が進まないことから、鉄道の有効性を唱え県による敷設を計画する。その計画の一つとして、長南と茂原との間に軌道が敷設されることになった。この背景には、長南周辺で多く生産されていた叺筵は戦地での弾薬等運搬に使用される軍需品であったため、軍事面での要請があったとも言われている。これらの事情もあってか、建設において鉄道連隊の助力があったほか、資材は陸軍省からの借用品であった。こうして、1909年（明治42年）10月に茂原駅前 - 台向間が開通する。なお、当時の日本において軌道の建設は軌道条例（後の軌道法）に基づく特許が必要であったが、この軌道に関しては特許が取得されていない。どのような法解釈によってこの状態が成立したのか詳細は不明だが、軌道条例に関する法律の適用が緩やかで、県知事許可によって軌道の敷設が認められていた時代があったのではないかという推測もある。この後有吉は宮崎県知事に就任するが、ここにも軌道条例によらない住吉村営人車軌道が開業することになる。
開通した軌道において、補修は県の土木出張所によって行われていたが、運営は地元に新しく組織された運輸車両組合によって行われた。同組合は、名誉職である組合長は荷主の中から選ばれたが、基本的には人車の押し夫によって構成されており、組合員の平均的な月収は12円（貨物用トロッコを1回押すごとに30銭の歩合制であった）であったという。また、組合の他に荷主が自家用のトロッコと使用人を使って荷物の運搬をすることもしばしばあり、これは組合の邪魔にならないように主に夜間行なわれた。
1913年（大正2年）には台向から庁南町の町外れである地蔵町まで軌道が延長される。この延長区間は貨物輸送のみが行なわれていた。
開業当初は貨物輸送・旅客輸送ともに好調であったが、1921年（大正10年）から長南にも乗合自動車が運行されるようになり、また、叺筵の輸送をトラックに切り換えるよう軍が求めるなど、自動車交通が台頭してくるようになったため軌道の必要性は低下。1924年（大正13年）ごろに旅客輸送が廃止され、1925年（大正14年）には貨物輸送も廃止されて長南茂原間人車軌道運輸車両組合は解散。公共交通としての軌道はその運行を終了した。
組合解散後も、荷主による自家用トロッコは軌道を使用していたが、1926年（大正15年）になると、線路が破損して交通上危険になったうえ、陸軍からレールの返還要求も起きたため、千葉県により線路が撤去され人車軌道は完全に消滅した。
なお、軌道廃止後の1930年（昭和5年）に、かつての軌道路線に平行する形で南総鉄道が開通したが、これも1939年（昭和14年）に廃止された。

### 路線データ
- 路線距離：約9.2 km[15]
- 軌間：610 mm
- 駅数：6
- 複線区間：なし（全線単線）
- 電化区間：なし（全線非電化）

## 運行形態
旅客輸送は午前中に3往復、午後に3往復の計6往復が運行されていた。ただし、沿線にある称念寺の十夜法要や長福寿寺の川施餓鬼、鷲山寺の開山忌、笠森寺の縁日などの日には加えて臨時便を運行していた。茂原駅前-台向間の所要時間は約50分。ただし、台向方面行きは登り坂のため茂原方面行きよりもやや時間がかかる傾向があった。
貨物輸送は晴天時のみの運行で、全盛期は30人あまりの押し夫によって1日数十台が運行された。

## 歴史
- 1909年（明治42年）10月 - 茂原駅前-台向間が開通
- 1913年（大正2年） - 台向-地蔵町間が延伸開業
- 1924年（大正13年）ごろ - 旅客輸送廃止
- 1925年（大正14年） - 庁南茂原間人車軌道運輸車両組合が解散
- 1926年（大正15年） - 軌道撤去

## 輸送実績
| 年度               | 車両数（両） | 乗客数（人） | 貨物量                    |
| ------------------ | ------------ | ------------ | ------------------------- |
| 1911年（明治44年） | 24           | 37,634       | 134,331個                 |
| 1912年（大正元年） | 24           | 34,657       | 136,908個                 |
| 1913年（大正2年）  | 24           | 43,508       | 258,586個（87,678,800斤） |
| 1914年（大正3年）  | 25           | 37,398       | 18,210,700斤              |
| 1915年（大正4年）  | 22           | 25,742       | 1,120,000貫               |
| 1921年（大正10年） | 16           | 30,700       | 5,794トン                 |
| 1922年（大正11年） | 16           | 30,950       | 3,000トン                 |
| 1923年（大正12年） | 16           | 30,650       | 172トン                   |
| 1925年（大正14年） | 12           | 記録なし     | 150トン                   |

以上、『千葉県統計書』による。1916年-1920年に関しては「軌道条例に依らない路線のため」という理由で掲載されていない。貨物輸送量の単位が一定しないのは原典のまま。

## 停留場一覧
茂原駅前 - 茂原町 - 鷲巣 - 須田 - 米満 - 台向
各停留場には待避線が存在し、切符の販売も行っていた。また、終点の台向停留所（現在の愛宕町バス停付近）は車庫・倉庫も併設されており、運営の拠点であった。
1区間ごとの運賃は3銭で、全区間乗り通した場合の運賃は15銭であった。定期券はなかったが回数券は存在した。

## 車両
旅客用として、8人乗りの人車と、予備として4人乗りのテント張り無蓋車を合計で8両所有していた。8人乗りと4人乗りそれぞれの両数は不明だが、4両ずつであっただろうと推測されている。8人乗り車両のうちの1両は、軌道が廃止された後に茂原市内の民家で物置として使用されていた（子供の勉強部屋として使用されていたとも言われる）が、現在では茂原市郷土資料館に保存されている。
一方、貨物用の車両はトロッコと呼ばれ、1両につき叺なら30個、米なら20俵程度を積むことができた。最盛期で20両程度が存在したという。